# Contractualisme

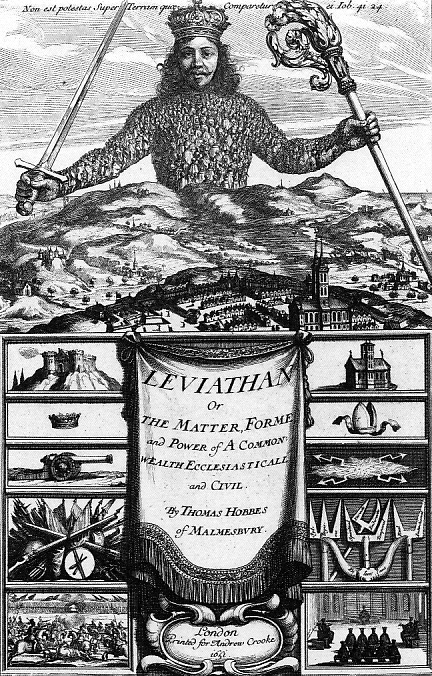
Léviathan de Hobbes.

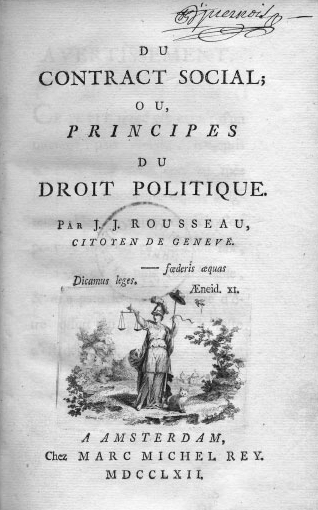
Du Contrat social de Rousseau.

Le contractualisme (ou théorie du contrat social) est un courant de philosophie politique datant du XVIIe siècle qui pense l'origine de la société et de l'État comme un contrat originaire entre les humains, par lequel ceux-ci acceptent une limitation de leur liberté en échange de lois garantissant la perpétuation du corps social.
Le contrat social en question ne fait pas référence à un contrat physique, mais à un contrat hypothétique. 

## Concept
Le contractualisme est un courant de pensée qui rassemble des théories de la manière dont une société en vient à devenir société par un contrat signé par chacun et qui s'impose à tous. Le contrat social présuppose le passage d'un état antérieur, appelé état de nature, à un nouvel état en rupture, qui est l'état du contrat.
Les thèses du contrat social ne visent pas à rendre compte de la réalité historique, et ainsi cet état de nature ne correspond nullement à une réalité historique qui aurait précédé l'instauration des lois, mais à l'état théorique et hypothétique de l'humanité soustraite à toute loi. Il s'agit donc d'une expérience de pensée.
La théorie du contrat social, en rompant avec le naturalisme politique des philosophes classiques (platoniciens et aristotéliciens), introduit la notion d'égalité politique, formelle et matérielle à partir de l'époque moderne. Dès lors, ces idées jouent un rôle majeur dans des événements politiques postérieurs : le contractualisme a inspiré des penseurs et acteurs de la Révolution française comme de la révolution américaine, s'est opposé à la société d'ordres et aux corporations d'Ancien Régime, héritières des communautés de métiers du Moyen Âge, etc.

## Origines du concept

### Une idée en germe depuis l'Antiquité
Le concept d'un pacte ou d'un contrat social rompt avec la philosophie politique classique, qui était naturaliste. Inspirée par Platon et Aristote, la thèse antique consiste à considérer que la Cité est au nombre des choses de la nature, c'est-à-dire un fait de nature, et non un contrat. Pour Platon, la société doit être initialement divisée en castes suivant la nature des âmes ; pour Aristote, l'homme est un « animal politique », naturellement disposé à entrer en société.
Cette thèse faisait déjà l'objet d'opposition. Ainsi, Épicure soutenait que la justice était fondée par l'accord (une convention) entre les hommes, et non par la nature ; il est en cela un précurseur du contrat social moderne. Les stoïciens, quant à eux, constituent un moyen terme entre le naturalisme aristotélicien et le contractualisme épicurien : ils considèrent que tout homme, parce qu'il est doué de raison, est potentiellement un citoyen du monde, peu importe son origine sociale et son appartenance à une patrie (égalitarisme), mais que cette citoyenneté est ancrée dans la nature des choses, qui assigne à tout homme une place au sein du cosmos (naturalisme).

### Une cristallisation à la fin du Moyen Âge
Au Moyen Âge, la croyance en Dieu inspire l'organisation politique et sociale qui, dès lors, est théologie et non pas contractuelle. On pense l'individu en société en fonction d'une conception chrétienne de l'autorité, notamment celle de saint Paul : « Que toute âme soit soumise aux autorités supérieures ; car il n'y a point d'autorité qui ne vienne tout de Dieu, et celles qui existent ont été instituées par lui ». L'objectif de la vie en société est la recherche du bien commun.
Grotius fut le premier, dans l'histoire de la philosophie politique, à théoriser le contrat social moderne. L'ont suivi, parmi les plus célèbres, Hobbes, Locke, puis Rousseau. Parmi les grands philosophes politiques de cette période, certains refusent le contractualisme. Cela est par exemple le cas de Jean Bodin, qui connaît pourtant les thèses contractualistes des monarchomaques.
Le contractualisme a ensuite été repris et discuté par Kant, Fichte et Hegel, lesquels tenteront de réconcilier la liberté originaire et radicale de l'homme avec l'État et la reconnaissance sociale. Il fut néanmoins fermement rejeté par les penseurs royalistes et conservateurs comme Maistre, Bonald et Maurras, qui tentèrent de réhabiliter l'idée d'une « politique naturelle ».

## Thèses

### Hobbes et contractualisme de sécurité

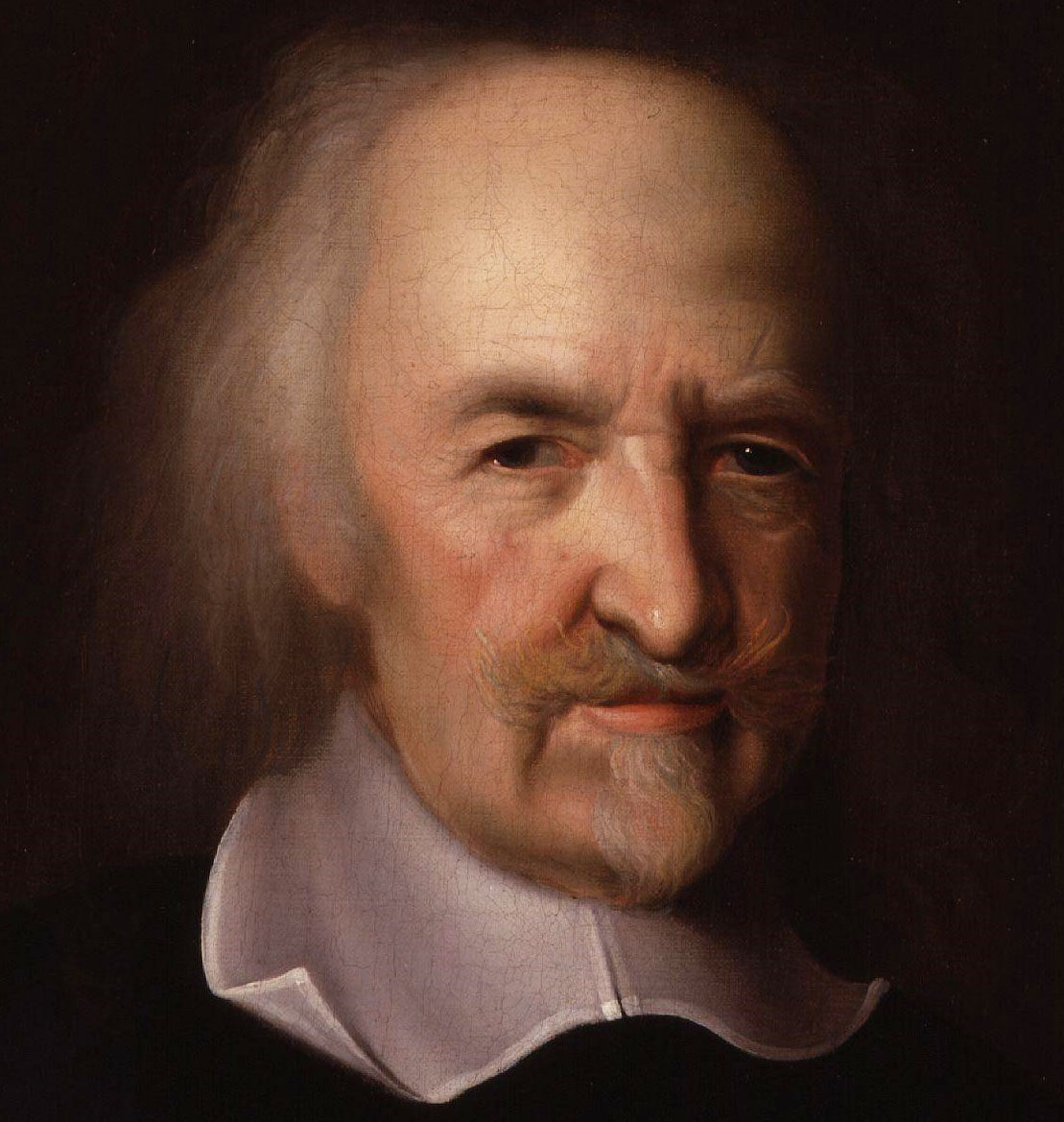
Thomas Hobbes.

Thomas Hobbes propose sa conception du contrat social dans le Léviathan, publié en 1651. Le penseur anglais s’inscrit dans une logique sécuritaire. Du fait de son pessimisme anthropologique, Hobbes définit l'état de nature comme une « bellum omnium contra omnes », c'est-à-dire une guerre de chacun contre tous.
Parce que cet état de nature est problématique pour les individus, qui ne peuvent sécuriser leur propriété, leur vie, leur descendance, et ne peuvent se consacrer à l'industrie et à leur travail, un « Léviathan  » (métaphore de l'État dans le texte hobbesien) est créé par contrat. Les individus, en effet, se réunissent et décident de chacun aliéner leurs libertés individuelles et de confier à l’État la mission de la sécurité de tous. Il a tous les droits sur les individus dès lors qu'il s'agit de sauvegarder leur sécurité.
Hobbes prévoit toutefois un droit de résistance aux abus de l’État, lorsque ce dernier met en péril la vie de ses sujets. La vie peut être invoquée comme principe supérieur à la valeur du contrat, car c’est pour sa sauvegarde que l’État a été instauré.

### Jurieu et contractualisme de gouvernement
Pierre Jurieu publie, de 1686 à 1689, des Lettres pastorales adressées aux fidèles de France qui gémissent sous la captivité de Babylone. Jurieu soutient une thèse contractualiste. Le lien qui relie le souverain et le peuple est un lien contractuel : le peuple donne au prince le pouvoir pour qu'il assure la conservation des biens, des libertés, de la religion, etc. Ce pacte est explicite ou implicite.
Jurieu n'envisage toutefois pas de pacte de société. Il s'agit plutôt d'un pacte de gouvernement. Le peuple n'est donc pas l'acteur principal ici, comme il le sera chez Rousseau. Dès lors que le pacte de gouvernement est proposé par le peuple, toutefois, aucun gouvernement ni prince ne peut se réclamer de droit divin. On trouve toutefois chez Jurieu, en germe, l'idée de souveraineté populaire, car il écrit : « Il faut qu'il y ait dans les sociétés certaine autorité qui ne soit pas obligée d'avoir raison pour valider ses actes. Or cette autorité n'est que dans les peuples ».
Il y soutient que le droit de résistance active, ainsi que d'insurrection, est légitime lorsque le roi abuse de son pouvoir.

### Locke et contractualisme de liberté et de propriété

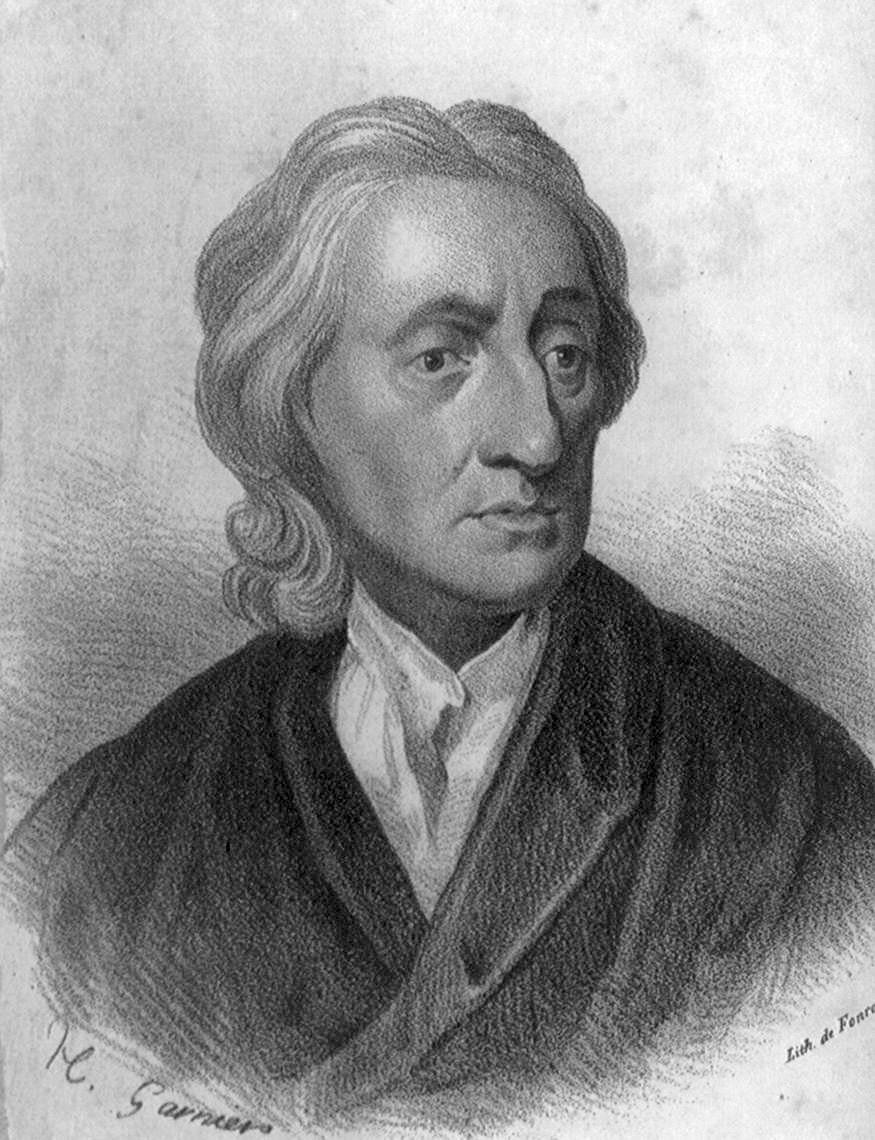
John Locke.

John Locke formule sa théorie du contrat social dans le Second Traité du gouvernement civil (1690), d’après une logique libérale. L’état de nature est caractérisé selon lui par les droits naturels que sont la liberté individuelle et la propriété privée, chacun voulant préserver sa liberté et ses biens ; il ne s'agit pas d'un état de guerre de chacun contre tous comme chez Hobbes.
Le contrat social intervient pour garantir ces droits naturels, c'est-à-dire pour assurer leur sauvegarde. Contrairement à ce que l'on trouve chez Hobbes, donc, l’État est ici instauré pour garantir l’état de nature, qui est caractérisé par la jouissance par tous des droits naturels. La puissance publique, en effet, donne une sanction légale à ces droits, et punit ceux qui ne les respectent pas.
On retrouve chez Locke l'abandon de la volonté de tous à un certain nombre d'instances chargées d'organiser la vie publique : l'exécutif (qui comprend également le pouvoir judiciaire), le législatif et le fédératif (qui correspondrait aujourd'hui aux affaires extérieures). Le contrat lockéen est établi pour diminuer les conflits, et non pour établir la paix comme dans le contrat social de Hobbes.
Locke prévoit un droit de résistance aux abus de l’État, lorsqu’il met en péril la liberté et la propriété qu’il doit sauvegarder. Comme la vie chez Hobbes, la liberté et la propriété peuvent ici être invoquées contre l’État, car le contrat social vise justement à les sauvegarder.

### Rousseau et contractualisme de liberté

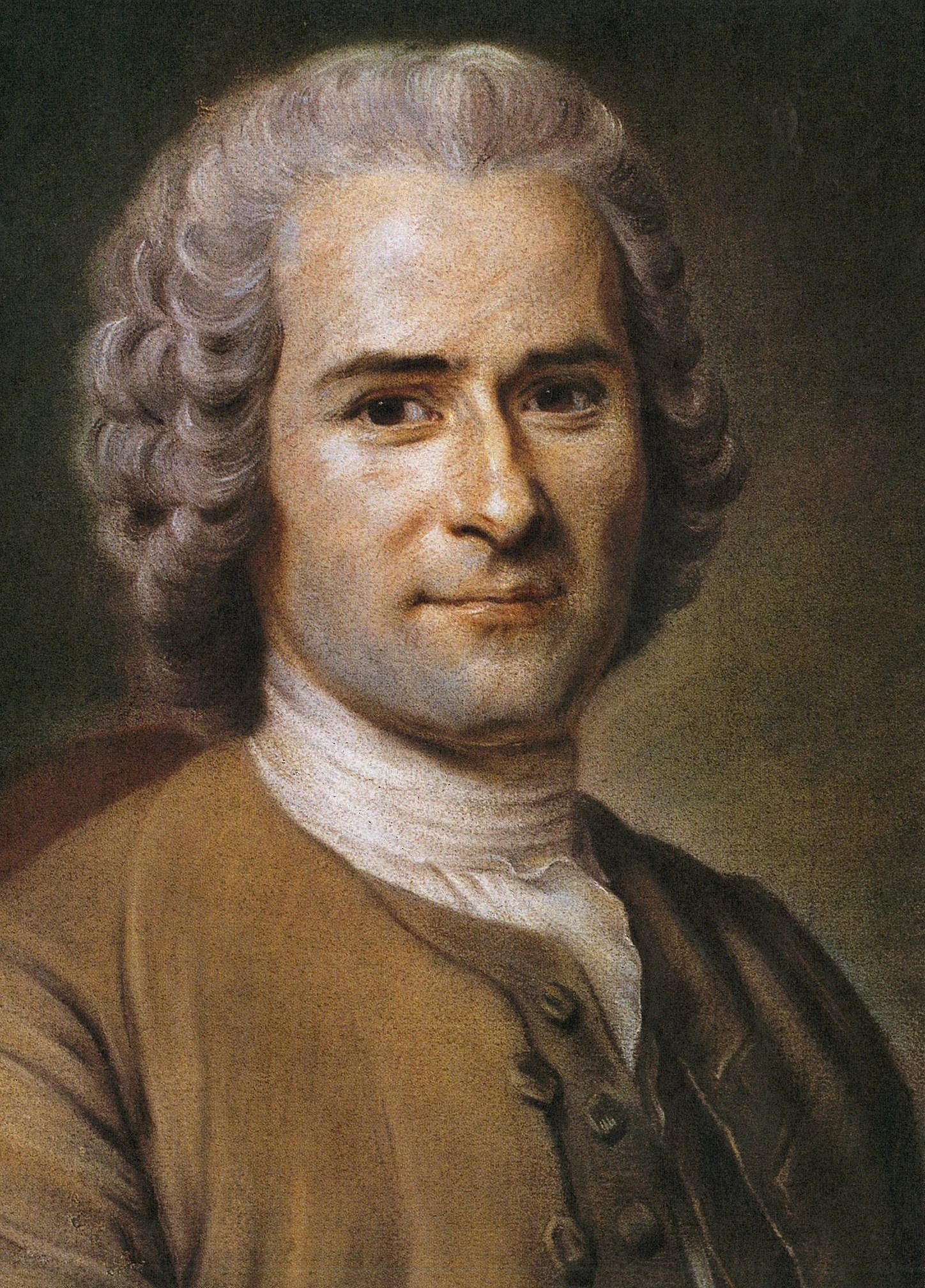
Jean-Jacques Rousseau.

Jean-Jacques Rousseau est le troisième grand contractualiste. Il fonde sa théorie sur une anthropologie qu'il expose dans ses écrits sur l'état de nature. L'homme n'y serait ni bon ni mauvais, mais amoral ; il ressentirait toutefois la pitié et l'empathie. Rapidement, toutefois, la société le corrompt, jusqu'à ce que chacun agisse bientôt égoïstement en vue de son intérêt privé.
Le contrat social, tel qu'il est théorisé dans Du Contrat social (1762), a pour but de rendre le peuple souverain, et de l’engager à abandonner son intérêt personnel pour suivre l’intérêt général. L’État est donc créé pour rompre avec l’état de nature, en chargeant la communauté des humains de son propre bien-être. Le contrat social rousseauiste est davantage proche du contrat hobbesien en ce qu’il vise lui aussi à rompre avec l’état de nature (le contrat lockéen visant, lui, à le garantir par un cadre légal). Mais, à la différence de Hobbes comme de Locke, le contrat social rousseauiste ne charge pas un tiers de la sauvegarde de la vie ou de la liberté et de la propriété de chacun, mais charge les citoyens eux-mêmes de cette sauvegarde par le principe de la volonté générale.
Le contrat rousseauiste est un pacte d’essence démocrate dans le sens moderne du terme, dans lequel le contrat social n’institue pas un quelconque monarque, mais investit le peuple de sa propre souveraineté. Le peuple n'est toutefois pas chargé des affaires du gouvernement, qui ne traite que du particulier ; le peuple, en effet, ne peut traiter que des choses générales (la loi), mais peut nommer un nouveau gouvernement quand il le souhaite. Rousseau ne conçoit pas son pacte comme un pacte de sécurité où les individus se dessaisiraient de leur sécurité au profit d'une entité supérieure : les individus ne doivent jamais se dessaisir de leurs droits.

### Tableau des trois principales théories
|                                                   | Conception de l’état de nature                                     | Logique dans laquelle s’inscrit le pacte                                                                     | Valeurs fondamentales, prioritaires        |
| selon Hobbes (Léviathan)                          | guerre de tous contre tous                                         | sécuritaire (rompre avec l'état de nature)                                                                   | la sécurité, la vie de chacun.             |
| selon Locke (Second Traité du gouvernement civil) | chacun jouit de droits naturels (vie, liberté et propriété privée) | libérale (garantir les droits naturels)                                                                      | la liberté et la propriété privée          |
| selon Rousseau (Du contrat social)                | l'homme est bon ou amoral (ressent l'instinct de pitié)            | démocrate (rompre avec l'état de nature : le peuple est souverain et vit au sein d'un gouvernement légitime) | l’intérêt général, la liberté et l'égalité |

## Critiques

### Mauvaise définition du contrat
Georg Wilhelm Friedrich Hegel critique, dans les Principes de la philosophie du droit, le contractualisme comme une contradiction dans les termes reposant sur une mauvaise compréhension du sens du mot « contrat ». Le contrat relève bien du libre-arbitre, mais l'objet du contrat ne peut qu'être une propriété, extérieure à soi, « une chose extérieure particulière », « soumise au simple bon vouloir » ; ainsi, « la nature de l’État ne consiste pas dans des relations de contrat ». Par conséquent, les contractualistes ont, par « l'immixtion de ces rapports de ceux de propriété privée dans les rapports politiques », produit « les plus graves confusion dans le droit public ».

### Droit de propriété
L'Église catholique critique le caractère absolu du droit de propriété qui découle de certaines interprétations du contrat social selon John Locke, pour deux raisons : d'une part, la propriété ne peut s'appuyer uniquement sur le travail ; d'autre part, la propriété est subordonnée au principe de destination universelle des biens selon lequel les biens possédés par les hommes contiennent des ressources matérielles que les hommes n’ont pas créées, mais qui ont été créées par Dieu pour l’usage commun selon le besoin de chacun.

### Germes du totalitarisme
Quelques auteurs, particulièrement sensibles au modèle d'autarcie et d'unité nationales de Jean-Jacques Rousseau, ont établi une relation entre ses idées et le totalitarisme contemporain. C'est le cas de l'universitaire américain Lester G. Crocker. Selon Jan Marejko, le totalitarisme est le « résultat positif » de la philosophie ou de la religion de Jean-Jacques Rousseau, ce qui ne signifie pas que l'on trouve dans les écrits de Rousseau une intention délibérée d'élaborer un système totalitaire. L'historien israélien Jacob L. Talmon voit également dans la théorie de la volonté générale de Rousseau l'origine de ce qu'il appelle la « démocratie totalitaire ».

## Postérité

### Contrat social et écologique
Le contexte de crise et la prégnance des questions écologiques depuis les années 1970 a fait naître l'idée d'un nouveau contrat social. Ce besoin se fait sentir de ce qui est perçu comme l'impasse de la société de marché, dans l'agriculture durable, le droit du travail, les jeunes générations, l'intergénérationnel, etc. Face à la crise écologique, Michèle Rivasi propose que le « prendre soin » du monde soit la pierre d’angle d’un « nouveau contrat social fondé sur l’interdépendance planétaire, la sobriété, la solidarité, l’égalité réelle et la justice ». Afin de prévenir une éventuelle crise mondiale, Armand Mingasson affirme l'urgence d'un nouveau contrat social, consistant à investir sur les plans sociaux et environnementaux, et non plus seulement financiers.

### Contrat naturel chez Serres
En partant du constat de l’impact de toutes les activités humaines sur l’équilibre total de la planète, de la violence sans merci qui règne désormais entre l’Homme et le Monde, Michel Serres démontre qu’il y a une irruption du Monde comme acteur à part entière et majeur de l’Histoire.
Il appelle donc à une réconciliation, à un nouveau contrat qui compléterait le contrat social de Rousseau. Si le contrat social de Rousseau se fait d’homme à homme dans le monde, le contrat naturel de Michel Serres doit s’effectuer entre l’Homme et le Monde.